# Route nationale 126 (France)
Pour les articles homonymes, voir Route nationale 126.
La route nationale 126, ou RN 126, est une route nationale française reliant jusqu'en 2006 Toulouse à Castres. Elle correspond aux anciennes RN 621 pour le trajet Toulouse — Soual et RN 622 pour le trajet Soual — Castres.
Avant la réforme de 1972, la RN 126 reliait Caussade à Villefranche-de-Rouergue et, après un tronc commun avec les routes nationales 111, 122 et 120, Aurillac à Saint-Flour. Elle a été déclassée en RD 926 sauf le tronçon entre Aurillac et Murat qui fait maintenant partie de la nouvelle RN 122.

## Histoire
La liaison de Toulouse à Castres est la deuxième version de la route nationale, sans aucun lien avec l'ancienne route nationale 126 ; elle réutilise une partie des anciennes routes nationales 621 (entre Toulouse et Soual) et 622 (entre Soual et Castres).
Le décret no 2005-1499 du 5 décembre 2005 conserve dans le réseau routier national la portion de la route nationale 126 comprise entre la route départementale 42 et la route nationale 112, au titre de la liaison entre Toulouse, Castres et Mazamet, et précise également que « la continuité de l'itinéraire sera assurée par la route départementale 20 en Haute-Garonne et la route départementale 42 dans le Tarn, sous réserve de leur reclassement dans le domaine public routier national ».
La section de Toulouse à Maurens-Scopont par Quint-Fonsegrives et Drémil-Lafage est déclassée et reversée dans la voirie départementale : elle devient la D 826. Sur le territoire communautaire de Toulouse Métropole, la section a été renommée M 826.
La portion de la route départementale 42 du Tarn située sur les communes de Teulat, Montcabrier, Bannières, Villeneuve-lès-Lavaur et Maurens-Scopont (10 146 mètres) est classée dans le réseau routier national par un arrêté du 28 octobre 2009.
Dans le cadre de la modernisation de l'axe routier, deux déviations ont été construites, à Puylaurens et à Soual :
- la déviation de Puylaurens, longue de 7 km et contournant la ville par le sud, est ouverte à la circulation le 7 juillet 2008[4]. La traversée du bourg devient la D 926. Elle comprend un échangeur avec la D 84 desservant aussi Blan et Revel ;
- la déviation de Soual, longue de 3,4 km et contournant la ville par le nord, est ouverte à la circulation le 19 février 2000. Les travaux ont commencé en septembre 1997 et ont coûté 85,6 millions de francs[5].

Cette liaison a vocation à être remplacée par une autoroute,. Le projet de liaison à 2 × 2 voies entre Castres et Verfeil a été déclaré d'utilité publique le 19 juillet 2018 et sera classé dans la voirie autoroutière, sous le numéro A69.

## Gestion et exploitation
La portion de la route nationale 126 subsistante est gérée par la Direction interdépartementale des Routes du Sud-Ouest. Les sections reversées aux départements sont gérées par les conseils départementaux. La section de Toulouse à Drémil-Lafage est quant à elle gérée par Toulouse Métropole.
La route nationale 126 est très fréquentée à proximité de Castres: le trafic moyen journalier annuel (TMJA) y est calculé avec le trafic total annuel divisé par 365. Ce trafic est de 16 300 entre Castres et Puylaurens en 2008. 
Il est de 9900 à Puylaurens en 2009, dont 10% des poids lourds. Il diminue ensuite en allant vers Toulouse. Il augmente de 3% par an en mars 2012.

### Tracé
Les communes traversées sont :
- Toulouse (km 0) ;
- Quint-Fonsegrives (km 7) ;
- Montauriol, commune de Drémil-Lafage (km 11) ;
- Drémil-Lafage (km 14) ;
- Vallesvilles (km 18) ;
- La Cassagne, commune de Bourg-Saint-Bernard (km 20) ;
- Saussens (km 25) ;
- Les Quatre Coins, commune de Vendine (km 29) ;
- Esclauzolles, commune de Maurens-Scopont ;
- Cuq-Toulza (km 39) ;
- Puylaurens (déviée depuis 2008, km 49) ;
- Plaizance, commune de Saint-Germain-des-Prés ;
- Soual (déviée depuis 2000, km 59) ;
- Longuegineste, commune de Saïx ;
- Saïx (km 65) ;
- Le Mélou, commune de Castres ;
- Castres (km 70).

### Accidentalité
Avant la construction de l'A 69 entre Verfeil et Castres, le principal axe était la RN 126. L'axe connaît un trafic moyen journalier annualisé[Quand ?] compris entre 7016 et 23 924 véhicules suivant les sections[réf. nécessaire].
Sur la période 2003-2007, la RN 126 compte, hors agglomération, 76 accidents dont 38 en agglomération. Sur les 38 hors agglomération, 6 sont mortels et 23 graves, soit 15,466 millions d’euros[Quoi ?][réf. non conforme]. 29% des accidents sur la RN incluaient une manœuvre de dépassement. Environ 24 % des accidents ont eu lieu contre (des) obstacles fixes et ont fait 8 tués et 36 blessés hospitalisés. Lors de ces 20 accidents, 7 véhicules ont heurté un arbre et 5 une glissière (de sécurité).
La route connait deux zones d'accumulation d'accidents, situées à Cambounet-le-Sor et à Castres.
Entre 2010 et 2023, le nombre moyen d'accidents chaque année s'élève à environ cinq dont moins d’un accident mortel chaque année en moyenne.

En 2025, le tribunal administratif considère que la particulière accidentalité de la RN 126 n’a pas été démontrée et que l’itinéraire de substitution à l’autoroute ne présente pas des conditions optimales de sécurité selon le tribunal.

## Caussade – Saint-Flour (tracé d'origine)
En 1824, la route royale 126 était définie « de Montauban à Saint-Flour par Aurillac ». Elle succède à la route impériale 146, créée par le décret du 16 décembre 1811.

### De Caussade à Villefranche-de-Rouergue (D 926)
La section de Montauban à Caussade était assurée par la route no 20 de Paris à Toulouse.
Les communes traversées étaient :
- Caussade (km 0) ;
- Septfonds (km 7) ;
- Caylus (km 22) ;
- Saint-Martin, commune de Parisot (km 31) ;
- Pech Laumet, commune de Parisot ;
- Memer, commune de Vailhourles (km 37) ;
- Souyri, commune de Villefranche-de-Rouergue (km 46).

La RN 126 était ensuite en tronc commun avec les RN 111 (5 km entre Souyri et Villefranche-de-Rouergue déclassés en RD 911), RN 122 (102 km entre Villefranche-de-Rouergue et Aurillac déclassés en RD 922 au sud de Figeac) et RN 120 (quelques hectomètres dans Aurillac renumérotés en RN 122).

### D'Aurillac à Saint-Flour (N 122 et D 926)
Les communes traversées étaient :
- Aurillac (km 153) ;
- Maison Neuve, commune de Giou-de-Mamou (km 158) ;
- Yolet (km 162) ;
- Meymac, commune de Polminhac ;
- Polminhac (km 167) ;
- Comblat le Château, commune de Vic-sur-Cère ;
- Vic-sur-Cère (km 172) ;
- Thiézac (km 178) (déviée) ;
- Saint-Jacques-des-Blats (km 184) ;
- Tunnel du Lioran ;
- Le Lioran, commune de Laveissière ;
- Murat (km 201) ;
- Ussel (km 209) ;
- Mons, commune de Roffiac ;
- Roffiac (déviée, km 219) ;
- Saint-Flour (déviée, km 224).

La déviation nord de Saint-Flour, prévue depuis les années 1990, est entièrement ouverte à la circulation depuis le 6 janvier 2020 (une première partie était ouverte depuis le 19 décembre 2019). Longue de 7,1 km, elle permet le désengorgement de la traversée de Saint-Flour et sa sortie ouest par la montée des Orgues et de l'avenue de Verdun (15 000 véhicules par jour dont une part importante de camions). Les travaux ont été réalisés grâce à un partenariat public-privé avec l'entreprise NGE.
Cette déviation contribue au désenclavement routier du département du Cantal « depuis et vers l'A75 », selon Martine Guibert, adjointe au maire de Saint-Flour et vice-présidente du conseil régional d'Auvergne-Rhône-Alpes chargée des transports. Elle a coûté 30 millions d'euros, financé en partie par le département du Cantal et la région Auvergne-Rhône-Alpes.
La route (qui s'appelle D 926) comprend un échangeur avec la D 679 (vers Talizat et Neussargues en Pinatelle) et un carrefour giratoire avec la D 40 (vers Andelat). L'ancien tracé devient D 921 (numéro utilisé après le déclassement de la RN 121 en 1972) et D 621.
Roffiac est également déviée ; l'ancien tracé de la D 926 devient la D 540.

## Gestion
Le coût de gestion de la route nationale 126 déclassée une fois l'A 69 construite est compté avec la RN112 qui contourne Castres. Ensemble elles comptent 60 kilomètres de voirie, 54 ouvrages d’art, sept bassins d’assainissement et six aires de repos. Le déclassement coûte 14,5 millions d’euros.  Le fonctionnement coûte jusqu'à 100 000 euros par an personnel compris, avec un investissement de 1,35 million d’euros par an.